# Dvorszky Hedvig
Dvorszky Hedvig, névváltozat az asszony neve után N. Dvorszky Hedvig (Balatonfüred, 1942. január 28.–) Ferenczy Noémi-díjas magyar művészettörténész. A Magyar Művészeti Akadémia tiszteletbeli tagja (2007).

## Életpályája
1965-ben befejezte történelem-művészettörténet szakos tanulmányait az Eötvös Loránd Tudományegyetem Bölcsészettudományi Karán. A Képző- és Iparművészeti Lektorátus (1965-1974), a Corvina Kiadó modern művészeti szerkesztősége (1974–1989), majd az Országos Műemlékvédelmi Hivatal (1989-1992) munkatársa volt. 1992 és 1995 között a Művelődési és Közoktatási Minisztérium Képzőművészeti Főosztályán iparművészeti főtanácsosi beosztásban dolgozott, s 1991-től szerkesztette Műemlékvédelmi szemle : az Országos Műemléki Felügyelőség tájékoztatója című periodikus kiadványt.
A Magyar Iparművészeti Főiskolán, a Magyar Képzőművészeti Főiskolán, az ELTE művészettörténet szakján, valamint a Közgazdaságtudományi Egyetem reklám- és marketing tanszékén oktatott. Kutatási és oktatási területe a kortárs építőművészet, az iparművészet és a formatervezés (design).
Külső munkatársként bedolgozott a Magyar Rádió és az MTV képző- és iparművészeti műsoraiba, kortárs magyar iparművészekkel és más közéleti személyiséggel készített interjúkat (Madarász Kathy Margit textilművész; Korzenszky Richárd a Tihanyi Bencés Apátság perjele, lelkipásztor, múzeumigazgató; Kévés György (1935) építész, stb.) 1994 óta napjainkig rendszeresen publikálja művészeti írásait és szaktanulmányait a Magyar Iparművészet c. folyóiratban. Tagja a folyóirat szerkesztőbizottságának, sőt gyakorlatilag főszerkesztője.

## Köteteiből
- Design. A forma művészete; vál., szerk., utószó Dvorszky Hedvig; Képzőművészeti Alap, Budapest, 1979 (Képzőművészeti zsebkönyvtár)
- Beszámoló az Akadémie Internationale de la Céramique 1982. szeptember 28–október 3. között Magyarországon rendezett közgyűléséről és eseményeiről; Typorg, Budapest, 1983
- Schrammel Imre; Corvina, Budapest, 1989 (Corvina műterem)
- Architettura organica ungherese. La biennale di Venezia, 1991. V. Mostra internazionale di architettura. Concetto dell' esposizione Péter Gáborjáni / Hungarian organic architecture / Magyar organikus építészet; szerk. Dvorszky Hedvig; olaszra ford. Balázs István, angolra ford. Kozák Csaba et al.; Artifex, Budapest, 1991
- Schrammel; Baranya Megyei Múzeumok Igazgatósága, Pécs, 2003
- A magyar iparművészet az ezredfordulón; szerk. N. Dvorszky Hedvig; Magyar Művészeti Akadémia Alapítvány, Budapest, 2003
- Keresd a békét, és járj utána! Korzenszky Richárddal beszélget Dvorszky Hedvig; Kairosz, Budapest, 2005 (Miért hiszek?)
- Művészet és szakralitás. Keresztény művészek a Magyar Katolikus Rádióban. Válogatás Dvorszky Hedvig riportjaiból; szerk. Fülöp Zsuzsanna; Jel, Budapest, 2007 (Megőrzött hangok)
- Pro regno Dei. Bábel Balázzsal beszélget Dvorszky Hedvig; Kairosz, Budapest, 2008 (Miért hiszek?)
- A római vendégváró. Szőnyi Zsuzsával beszélget N. Dvorszky Hedvig; Kairosz, Budapest, 2008 (Magyarnak lenni)
- Megfogyatkozva. Kovács Gergelyné kultúrtörténésszel beszélget Dvorszky Hedvig; Kairosz, Budapest, 2009 (Magyarnak lenni)
- Vonzáskör. Sunyovszky Sylviával beszélget Dvorszky Hedvig; Kairosz, Budapest, 2010 (Magyarnak lenni)
- A magyar kultúra szolgálatában. Bogyay Katalinnal beszélget Dvorszky Hedvig; Kairosz, Budapest, 2010 (Magyarnak lenni)
- Egy távolba tekintő építész. Kévés Györggyel beszélget Dvorszky Hedvig; Kairosz, Budapest, 2010 (Magyarnak lenni)
- Madarassy István ötvös-szobrászművész; műtermi beszélgetések, szövegvál. Dvorszky Hedvig; Madarassy István, Budapest, 2011
- Hazám és Párizs. A. Szabó Magdával beszélget Dvorszky Hedvig; Kairosz, Budapest, 2011
- Keresztény értékrend és a nemzet múzeuma. Gedai Istvánnal beszélget Dvorszky Hedvig; Kairosz, Budapest, 2011 (Magyarnak lenni)
- A rádió lírikusa. Sediánszky Jánossal beszélget Dvorszky Hedvig; Kairosz, Budapest, 2011 (Magyarnak lenni)
- Nem volt hiába. Fekete Györggyel beszélget Dvorszky Hedvig; Kairosz, Budapest, 2013 (Magyarnak lenni)
- Nagy Judit; riporter Dvorszky Hedvig; Press XPress, Budapest, 2014
- Mindenki egyformán fontos. Prokopp Mária művészettörténésszel beszélget Dvorszky Hedvig; Kairosz, Budapest, 2014 (Magyarnak lenni)
- A Teremtő kezében vagyunk mindnyájan. Borza Teréz porcelánművésszel beszélget Dvorszky Hedvig; Kairosz, Budapest, 2015 (Miért hiszek?)
- Képek, szobrok, képernyő. B. Farkas Tamás és Kernács Gabriella filmjei a Magyar Televízióban, 1967-2007; bev., irodalmi vál., beszélgetés Dvorszky Hedvig, filmográfia Kernács Gabriella; Magyar Művészeti Akadémia, Budapest, 2016
- Fekete György belsőépítész, iparművész; Magyar Építész Kamara, Budapest, 2017
- "Evezz a mélyre". Válogatott publikációk és interjúk; közrem. Schmidtné Kónya Anna, Szilágyi Ágnes, Nagy Anna, Kovács F. László, bibliográfia Vass Johanna; Kairosz, Budapest, 2018
- Szenes István belsőépítész; MMA, Budapest, 2021
- Hazatért. Fekete György emlékére; szerk. Drvorszky Hedvig, Engedi Éva; MMA, Budapest, 2021
- "Ki viszi át a szerelmet". Evezz a mélyre 2. Válogatott publikációk, beszélgetések, 2018–2021; közrem. Kónya Anna, Nagy Anna; Kairosz, Budapest, 2022

## Díjak, elismerések
- Ferenczy Noémi-díj (2000)